# بریستول، کبک
بریستول (به فرانسوی: Bristol) شهری در منطقه شهری پونتیاک ناحیه اوتاوه در استان کبک کانادا است. در سرشماری سال ۲۰۱۱ این شهر ۱٬۱۸۸ نفر جمعیت داشته‌است و مساحت آن ۲۲۴٫۰۸ کیلومتر مربع است.